# GRIN (Zweeds computerspelbedrijf)
GRIN was een Zweedse ontwikkelaar van computerspellen. Het werd in 1997 opgericht door Bo Andersson en Ulf Andersson en ontwikkelde spellen voor Windows, spelcomputers en arcade. Het hoofdkantoor van het bedrijf was gevestigd in Zweden. In 2007 werden vestigingen in Barcelona en Göteborg geopend. GRIN had tevens een vestiging in Jakarta.
De vestigingen in Barcelona en Göteborg werden in 2009 gesloten. Op 12 augustus werd het faillissement van het bedrijf aangevraagd. GRIN gaf aan dat de uitgevers niet op tijd betaalden, waardoor er geen betrouwbare geldstroom was.
Voormalige ontwikkelaar van GRIN begonnen een nieuw bedrijf genaamd Might and Delight, wat zich richtte op kleine spellen voor online distributie. De twee oprichters van GRIN gingen verder als Overkill Software.

## Uitgegeven computerspellen
| Jaar | Naam van spel                                  | Genre                       | Platform(s)                      |
| ---- | ---------------------------------------------- | --------------------------- | -------------------------------- |
| 2001 | Ballistics                                     | Race                        | Windows, arcade                  |
| 2003 | Bandits: Phoenix Rising                        | Race                        | Windows                          |
| 2006 | Tom Clancy's Ghost Recon Advanced Warfighter   | Actie                       | Windows                          |
| 2007 | Tom Clancy's Ghost Recon Advanced Warfighter 2 | Actie                       | Windows                          |
| 2008 | Bionic Commando Rearmed                        | Platform                    | Windows, PSN, Xbox Live Arcade   |
| 2009 | Wanted: Weapons of Fate                        | Third-person shooter        | Windows, PlayStation 3, Xbox 360 |
| 2009 | Bionic Commando                                | Actie, platform             | Windows, PlayStation 3, Xbox 360 |
| 2009 | Terminator Salvation                           | Third-person shooter, actie | Windows, PlayStation 3, Xbox 360 |